# クスレッド (ウェセックス王)
クスレッド(Cuthred または Cuþræd、古英語：CVÞRED VVESTSEAXNA CYNING、羅：
CVÞRED REX SAXONVM OCCIDENTALIVM)はウェセックスの王と列せられている人物。在位は754年までとされるが、在位の始まりは740年、または739年（ダーラムのシメオンによる記述）、あるいは741年（ウースターのジョンによる記述）と記されている。彼は前王エゼルヘルドと親類とみなされており、兄弟であったともされる。

## 生涯
クスレッドが王となった時、隣国マーシアは最盛の時代であった。当時ウェセックスとマーシア間で紛争がしばしば起こっていたものの、マーシア王エゼルバルドはクスレッドの宗主であったと見受けられ、743年にマーシア王の命によりクスレッドはウェールズ遠征に赴いている。
クスレッドの時代は混乱の時代であった。748年に王位継承者であったキュンリッチが殺害され（ハンティングドンのヘンリーによる記述）、750年には配下のエアルドルマンであったエゼルフン（Æthelhun）が反乱の鎮圧など混迷を極めた。
752年にはバトル・エッジ（Battle-Edge）においてマーシアに対して反乱を起こし、以後マーシアからの独立を果たす事となった。また当時コーンウォールのブリトン人勢力とも753年に戦ったとも伝えられる。